# 遠野郵便局
遠野郵便局（とおのゆうびんきょく）は、岩手県遠野市にある郵便局である。民営化前の分類では集配普通郵便局であった。局番号は83002。

## 概要
住所：〒028-0599 岩手県遠野市中央通り6-10

## 沿革
- 1872年10月3日（明治5年9月1日） - 遠野郵便取扱所として開設[1]。
- 1873年（明治6年） - 遠野郵便役所となる。
- 1875年（明治8年）1月1日 - 遠野郵便局（四等）となる。
- 1876年（明治9年）2月2日 - 為替取扱を開始。
- 1879年（明治12年）5月5日 - 貯金取扱を開始。
- 1891年（明治24年）3月21日 - 遠野郵便電信局となる。
- 1903年（明治36年）4月1日 - 通信官署官制の施行に伴い遠野郵便局となる。
- 1952年（昭和27年）2月1日 - 電気通信業務を、新設の遠野電報電話局に移管[2]。
- 1952年（昭和27年）9月 - 局舎新築落成。
- 1956年（昭和31年）9月1日 - 電話通話および和文電報受付事務の取扱を開始。
- 1960年（昭和35年）11月1日 - 特定郵便局から普通郵便局に局種別改定[3]。
- 1999年（平成11年） - 外国通貨の両替および旅行小切手の売買に関する業務取扱を開始。
- 2007年（平成19年）10月1日 - 民営化に伴い、併設された郵便事業遠野支店に一部業務を移管。
- 2012年（平成24年）10月1日 - 日本郵便株式会社発足に伴い、郵便事業遠野支店を遠野郵便局に統合。
- 2017年（平成29年）3月6日 - 岩手上郷郵便局から「028-07xx」区域、附馬牛郵便局から「028-06xx」区域の集配業務を移管。

## 取扱内容
- 郵便、印紙、ゆうパック、内容証明
- 貯金、為替、振替、振込、国際送金、国債、投資信託
- 生命保険、バイク自賠責保険、自動車保険
- ゆうちょ銀行ATM
- 遠野市内の一部地域「028-05xx」「028-06xx」「028-07xx」の集配業務
- ゆうゆう窓口

## 周辺
- 遠野市役所
- 遠野市立博物館
- 遠野市民センター
- 国道283号

## アクセス
- JR釜石線 遠野駅より徒歩約6分
- 岩手県交通 遠野小学校入口停留所下車
- 駐車場あり：12台